# Макарани
Макарани (порт. Macarani) — муниципалитет в Бразилии, входит в штат Баия. Составная часть мезорегиона Юго-центральная часть штата Баия. Входит в экономико-статистический микрорегион Витория-да-Конкиста.
Праздник города — 3 апреля.

## История
Город основан 3 апреля 1944 года.

## Статистика
- Валовой внутренний продукт на 2004 год составляет 386 057 000 реалов (данные: Бразильский институт географии и статистики).
- Валовой внутренний продукт на душу населения на 2004 год составляет 6411 реалов (данные: Бразильский институт географии и статистики).
- Индекс развития человеческого потенциала на 2000 год составляет 0,7 (данные: Программа развития ООН).

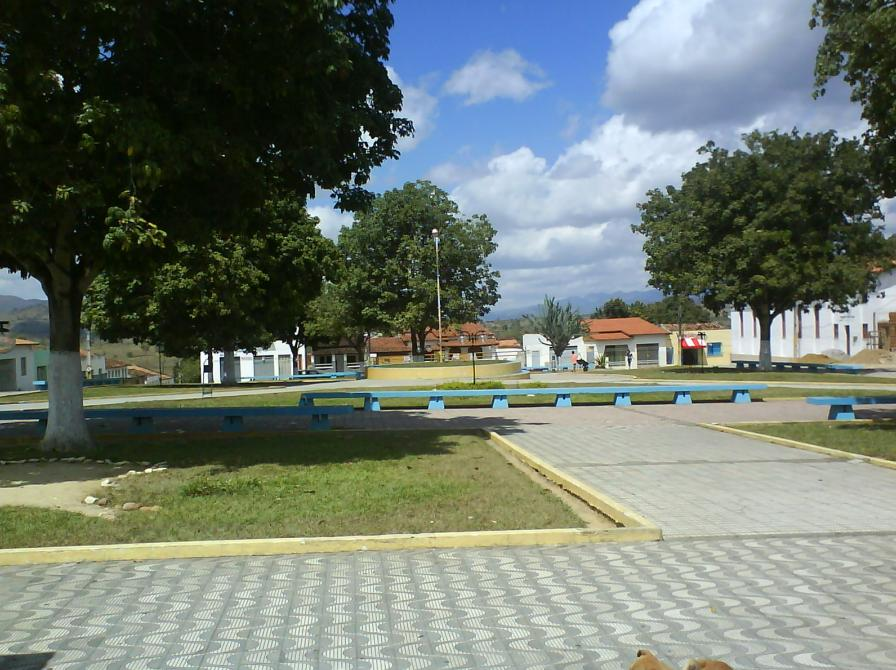